# Roureopsis soyauxii
Roureopsis soyauxii là một loài thực vật có hoa trong họ Connaraceae. Loài này được (Gilg) Pierre ex G. Schellenb. miêu tả khoa học đầu tiên năm 1910.